# Paolo Martinelli
Paolo Martinelli es un deportista italiano que compitió en remo. Ganó una medalla de oro en el Campeonato Mundial de Remo de 1982, en la prueba de cuatro sin timonel ligero.

## Palmarés internacional
| Campeonato Mundial | Campeonato Mundial | Campeonato Mundial | Campeonato Mundial        |
| Año                | Lugar              | Medalla            | Prueba                    |
| ------------------ | ------------------ | ------------------ | ------------------------- |
| 1982               | Lucerna (Suiza)    | Medalla de oro     | Cuatro sin timonel ligero |